# Казаковский корпус МГУ
Ста́рое зда́ние Моско́вского университе́та (Московский университет на Мохово́й, Казако́вский ко́рпус) — московское здание, возведённое на пересечении Большой Никитской и Моховой улиц в 1782—1786 годах архитектором Матвеем Казаковым для Московского императорского университета. Строение сильно пострадало при пожаре 1812-го, и пять лет спустя было реконструировано по проекту архитектора Доменико Жилярди в стиле ампир. По состоянию на 2018 год комплекс занимают фонды библиотеки, Антропологический музей и Музей истории университета, Институт стран Азии и Африки, основанный в 1956-м на базе исторического и филологического факультетов.

## История

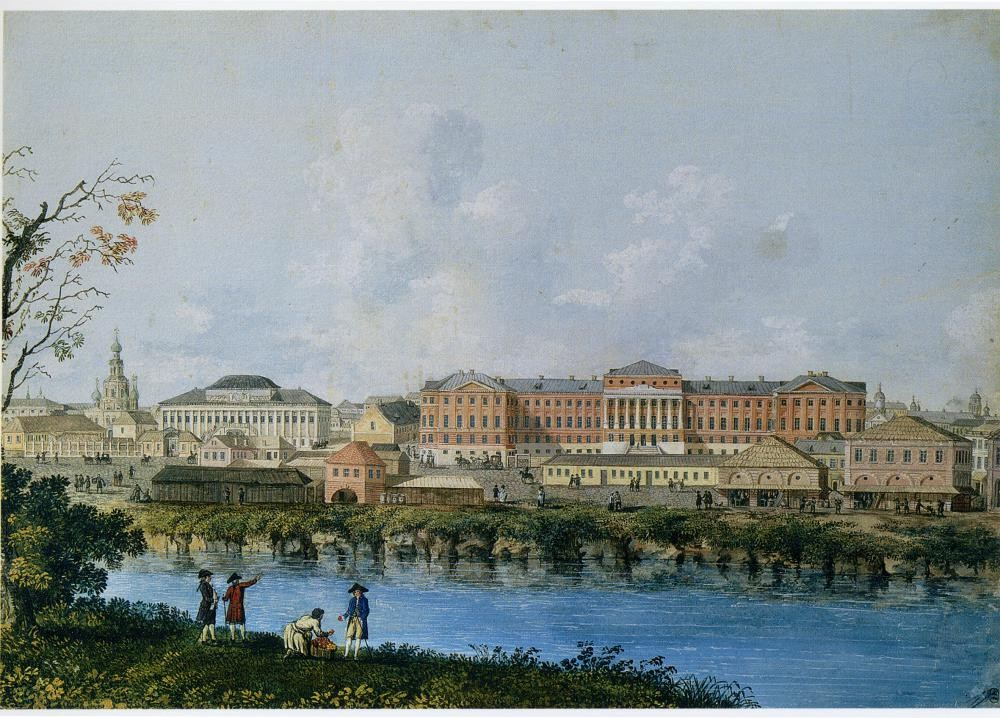
Акварель неизвестного художника. Московский университет и река Неглинная, слева церковь иконы Божией Матери «Знамение» на Шереметевом дворе. 1790-е гг.

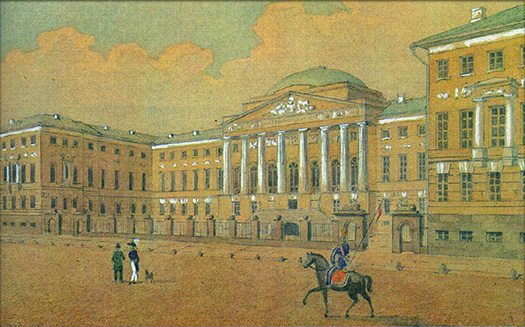
Реконструированное здание Московского университета на Моховой, 1820-е годы

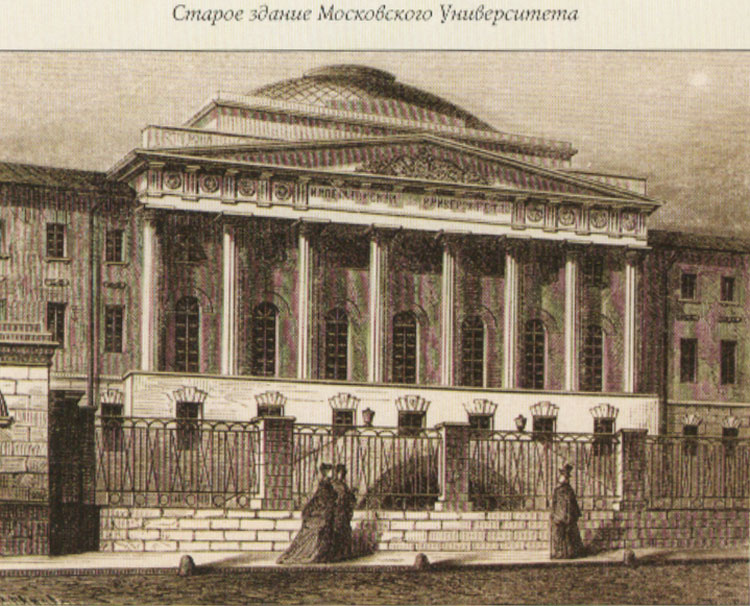
Портик старого корпуса Московского университета, XIX век

### Строительство
В 1755 году указом императрицы Елизаветы Петровны был учреждён Московский императорский университет. Он занял здание Главной аптеки на Красной площади. Тесные палаты с низкими потолками не отвечали требованиям учебного заведения, и через два года для организации выкупили усадьбу князя Петра Репнина. Здание находилось на пересечении Большой Никитской и Моховой улиц, его окружали хозяйственные пристройки. Параллельно с этим для института арендовали и выкупали соседние особняки, благодаря чему начал формироваться ансамбль зданий Московского университета.
В усадьбе Репнина обустроили актовый зал, общежитие, библиотеку и аудитории. Параллельно продолжались занятия в обветшалом здании Главной аптеки. Тем не менее в 1757 году из-за нехватки площадей руководство учебного заведения направило в Сенат ходатайство о создании студенческого городка в казённом урочище на Воробьёвых горах. Для этих целей архитектор Василий Баженов подготовил проект нового комплекса. Однако в использовании земли было отказано. По некоторым данным, задумка архитектора не устроила также одного из спонсоров — промышленника Прокофия Демидова. Существовали предложения о переводе организации в район Лефортово.
В 1779 году куратор университета Иван Шувалов передал Екатерине II очередное предстояние о нуждах организации. Одним из основных пунктов было отсутствие необходимых помещений. Императрица выделила 15 тысяч рублей на покупку соседнего имения князей Барятинских с флигелями и оранжереями, которые позднее стали основой университетского ботанического сада. Для реконструкции комплекса пригласили архитектора Матвея Казакова. Уже в конце 1770-х он разработал монументальный проект в классицистическом стиле. При создании общей композиции архитектор учитывал план перепланировки города 1776 года. В тот период предполагалось окружить Московский Кремль рядом просторных площадей, главной доминантой одной из которых должно было стать новое здание университета.
Задумка Казакова включала территорию семи частных владений. Среди них числилось имение коллежского асессора Г. Д. Ивашкина, приобретённое университетом в 1773 году, а также особняк княгини А. И. Волконской, выкупленный в 1782-м. Кроме того, планировалось демонтировать ветхие церкви Святого Леонтия Ростовского и Святого Дионисия Ареопагита, их погосты перенесли за черту города. Перед началом работ один из притоков Неглинной, протекающий по территории комплекса, заключили в коллектор.
Возведение здания проходило в три этапа, первые два из которых предусматривали строительство боковых крыльев в 1782—1784 годах. При этом в бывшем доме Репнина продолжали проводить занятия. Позднее его включили в центральную часть комплекса, а для размещения преподавательского и студенческого состава стали использовать здание Межевой канцелярии, принадлежавшее до этого князю Никите Трубецкому. После 1791-го его занял благородный пансион Московского университета.
Здание главного корпуса было построено на месте владений университета на углу Моховой и Никитской улиц. Значительная часть этих владений в 1785 году была специально подарена университету императрицей Екатериной II для строительства нового здания. Императрица также внесла в казну университета на строительство (1786) 125 тысяч рублей. По её рекомендации архитектором был назначен М. Ф. Казаков, который для проекта здания использовал образ «Храма Науки».
23 августа 1786 года произвели закладку центральной части нового корпуса. Куратор Михаил Херасков установил первый камень, отмеченный медной табличкой, «изображающей высочайшие щедроты Ея Императорского Величества, всемилостивейше оказанные Университету в сооружении Московским Музам столь огромного здания». На мероприятии присутствовали наследник Павел Петрович с супругой Марией Фёдоровной и детьми.
Работы проходили медленно, так как из-за Русско-турецкой войны урезали финансирование проекта. Красные кирпичи для здания поставлял завод на Воробьёвых горах, принадлежавший куратору университета Михаилу Хераскову. Строители также использовали щебёнку от разобранной стены Белого города и сохранившиеся материалы Большого Кремлёвского дворца Баженова. Архитектурный декор изготовили из белого мячковского камня.
Казаков не прекращал работу над проектом во время строительства, неоднократно изменяя чертежи. Всего им было предложено три варианта. По мнению некоторых исследователей, они отразили общую эволюцию стиля классицизм. Историк Ирина Кулакова указывает, что архитектор использовал религиозно-философский подход. Он хотел, чтобы строение соответствовало определению «Храм науки» и вызывало благоговение перед студентами-разночинцами. Композиционным центром здания стал Большой актовый зал, имеющий форму полуротонды и увенчанный куполом. Он занимал два этажа, по бокам от помещения находились двусветные галереи. Со стороны главного фасада актовый зал и вестибюль выделили восьмиколонным ионическим портиком с аттиком. Архитектурную композицию с помещением составляли круглые аудитории меньшего размера, занимающие торцы боковых крыльев дома. Снаружи их оформили симметричными четырёхпилястровыми портиками с фронтонами. Сильно подчёркнутые горизонтальные тяги рустовки первого этажа и карнизов формировали общее целое с главным портиком. Стены украсили лопатками и филёнками, окна верхних этажей объединили в единые ниши. По замыслу архитектора, перед зданием установили колонну с глобусом. Своды первого этажа и лестницы выполнили из дерева по причине перебоев с финансированием.
Главный корпус Императорского Московского университета на Моховой улице — первое здание в России, построенное специально для размещения высшего учебного заведения.

### Императорский Московский университет

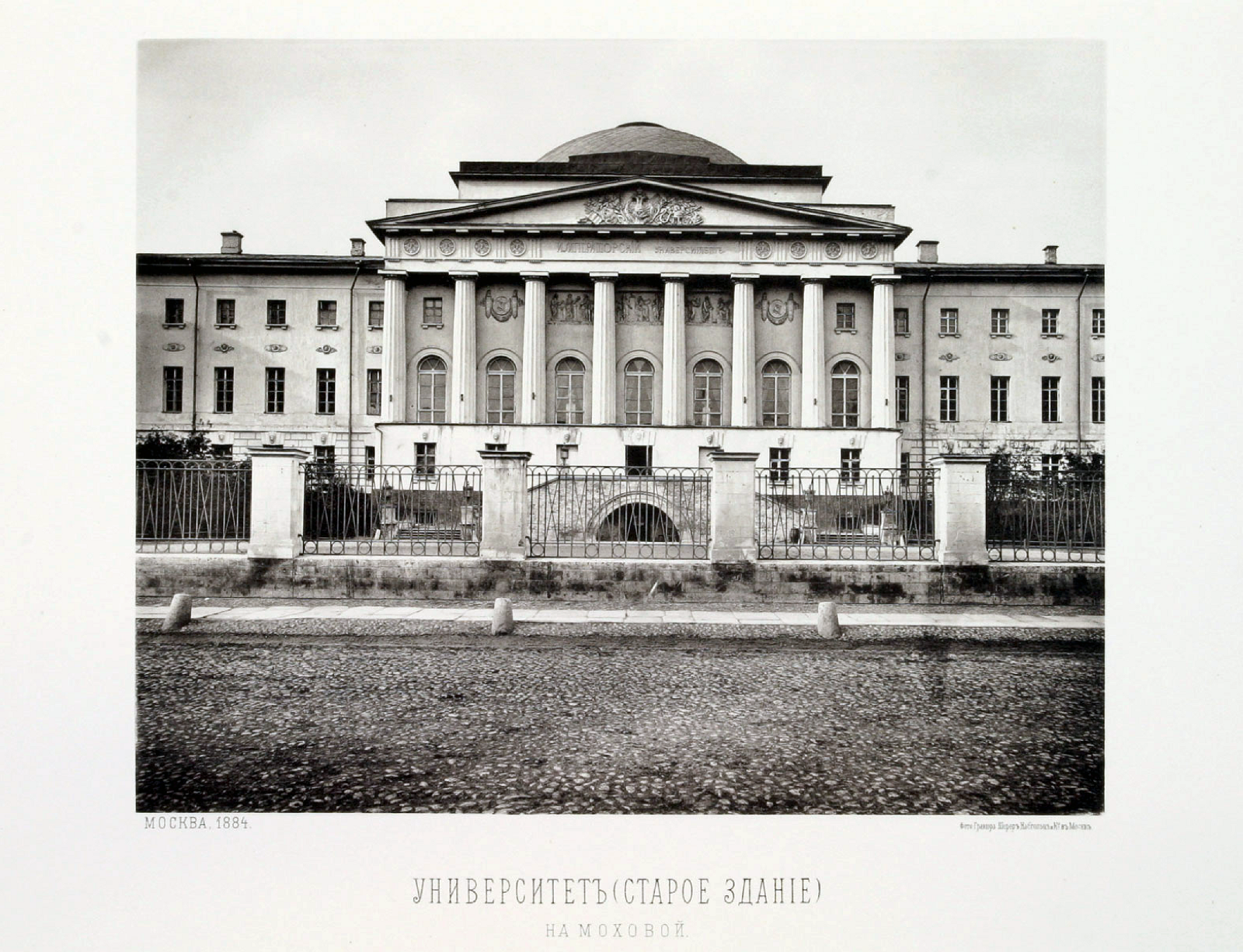
Главный фасад здания Московского университета, 1883 год

После завершения строительства 12 августа 1793 года университет окончательно переехал на Моховую. Большой актовый зал использовали для проведения официальных мероприятий и торжеств. В помещении не устраивали светские приёмы или спектакли, для них отвели парадную анфиладу бельэтажа и столовую второго этажа. Прямоугольные аудитории по бокам от актового зала предназначались для музея и библиотеки. В 1791-м в помещения также перенесли Минеральный кабинет Московского университета. Цокольный этаж использовали под хлебные погреба, кладовую денежной казны и кухню, первый — под столовую и комнаты казённых студентов. В верхних палатах находились учебные классы и большая казарма. В куполе дома под руководством физика Петра Страхова обустроили первую университетскую обсерваторию. В боковых корпусах разместили квартиры некоторых профессоров и директора института. Левое крыло заняли аудитории философского и юридического факультетов, а также церковь святой Татьяны, освящённая в 1791 году митрополитом Платоном. Над убранством моленной вместе с Казаковым работал художник Антон Иванович Клауди. В помещении хранилась ризница, подаренная Екатериной II. Также в храме находились иконы Николая Чудотворца и святой Елисаветы, написанные в византийском стиле неким живописцем Рубио. В 1809-м молебен в церкви посетил император Александр I с сестрой Екатериной Павловной и принцем Петром-Фридрихом Ольденбургским.

Университетские аудитории расположили по обеим сторонам от коридоров, что считалось необычным для того времени. Классы оснастили длинными столами со скамьями по двум сторонам, во главе стояли стулья для преподавателей. Только физическая аудитория была устроена в виде амфитеатра. В круглом зале второго этажа проводили лекции по филологии и истории. Известно, что их неоднократно посещал Михаил Лермонтов. В разное время в аудиториях комплекса преподавали философы Николай Поповский, Дмитрий Аничков, математики и механики Василий Аршеневский, Михаил Панкевич, медик Семён Зыбелин, ботаник Пётр Вениаминов, почвовед Матвей Афонин, историк Харитон Чеботарёв, филологи и переводчики Антон Барсов, Ермил Костров и другие учёные. Некоторые преподаватели отмечали крайнее неудобство планировки. Так, Пётр Страхов вспоминал: 
Каждому воспитаннику приходилось в день взбежать не меньше четырёх раз по лестнице ступенек в 60 или 70, и столько же раз сбежать вниз, да пройти двором саженей на 30 не менее 14 раз, не считая переходов по коридорам, сеням и покоям.
В конце XVIII века во дворе главного корпуса находился отдельный деревянный флигель, занятый «бакалаврским институтом». В глубине участка располагались двухэтажное каменное здание университетской больницы, жилой корпус, прачечные и деревянный дом пристава. При учебном заведении жили привратники и другие служащие. Рядом с жилыми корпусами находилась бывшая усадьба княжны Волконской, использовавшаяся как анатомический театр.

### Восстановление здания

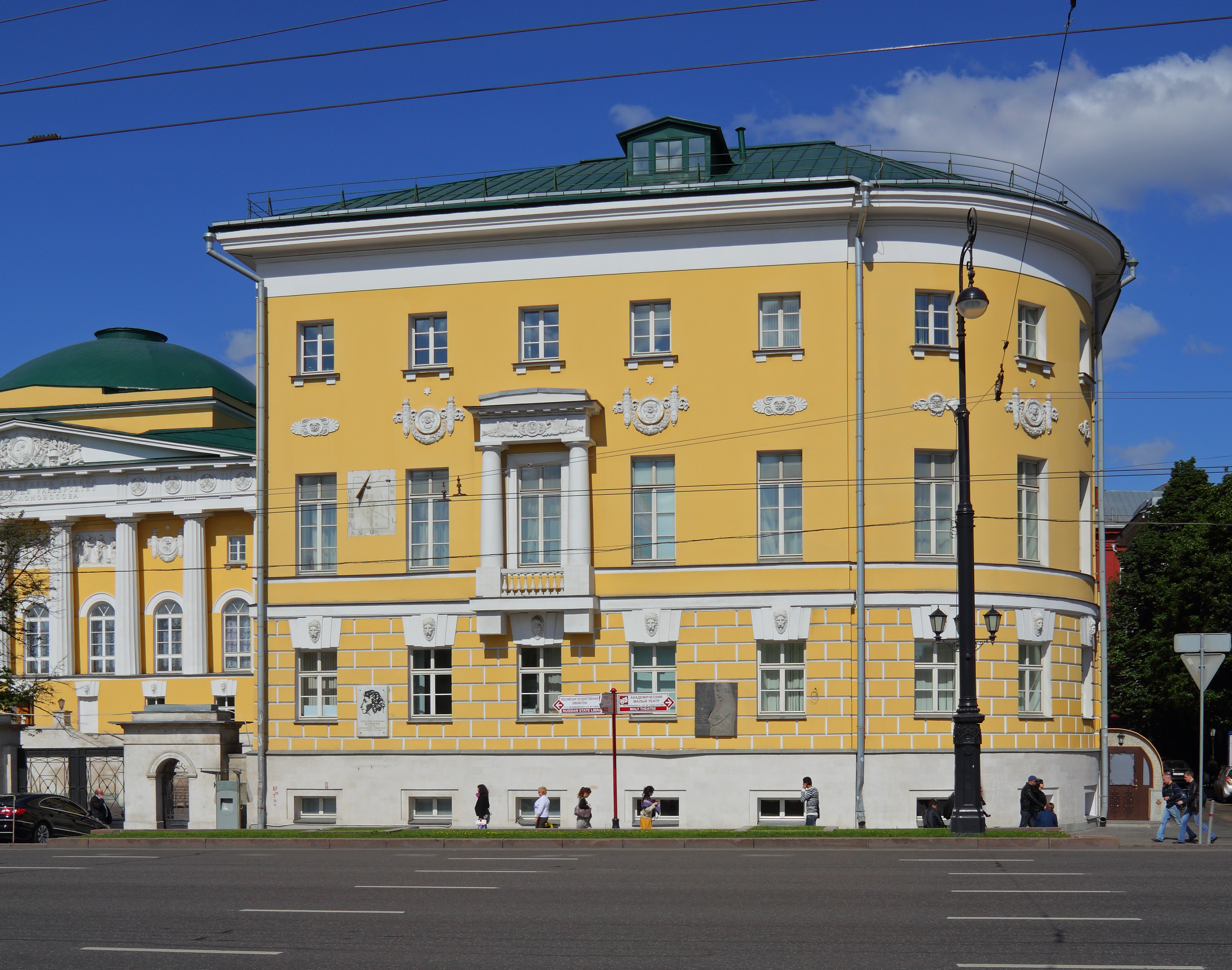
Архитектурное убранство правого крыла старого здания университета, 2012 год

Мемориальная доска Александру Пушкину на стене старого корпуса МГУ, 2010 год

Главный корпус университета сильно пострадал во время оккупации Москвы французами и пожара 1812 года. Оставшийся в городе ординарный профессор Христиан Штельцер вспоминал позднее: 
Когда я хотел идти в главное строение, которое между тем было в безопасности, то в половину 2-го часа ночи [в ночь с 4 на 5 сентября] увидел деревянную обсерваторию на оном находящуюся, горящей, вероятно от пролетевших головень. 4 человека могли бы спасти строение, но я ни одного призвать не мог, ибо все, опасаясь дурных поступков, с робостью скрывались.
 Выгорел верхний деревянный этаж, но в нижних каменных ярусах частично уцелели стены. Были утеряны архивные фонды, предметы интерьеров, собрание естественных произведений, научное оборудование и личные вещи профессоров. Из более чем 20 тысяч томов университетской библиотеки уцелели 63 книги и рукописи, вывезенные накануне оккупации в Нижний Новгород. Через год после освобождения Москвы для временного размещения классов наняли усадьбу купца А. Т. Заикина в Долгоруковском переулке. Реконструкция комплекса на Моховой началась только в 1817 году, когда по распоряжению Александра I из казны выделили более 400 тысяч рублей. Работы поручили архитектору Доменико Жилярди. По свидетельству реставратора Владимира Покачалова, из-за сжатых сроков строители использовали необычную технику: они вбивали в сохранившуюся кладку гвозди, на которых закрепляли кирпичи, сверху конструкцию покрывали штукатуркой.
Жилярди придал фасадам строгое ампирное оформление. Архитектор заменил ионическую колоннаду более массивным портиком дорического ордена, поднял линию карниза, передвинул купол в сторону переднего фасада и увеличил его на шесть метров. Благодаря этому общая композиция приобрела более монументальный образ. Фасады украсили рельефом скульптора Гавриила Замараева, над декором также работали лепщики И. Емельянов, И. Мешков и другие. Несмотря на внешние изменения, Жилярди сохранил первоначальную планировку. Однако аудитории первого этажа переоборудовали под лаборатории, канцелярию и квартиры профессоров. Домовая церковь святой Татьяны восстановлена не была, её перенесли на второй этаж храма Георгия Победоносца на Красной горке.
5 июля 1819 года состоялось торжественное открытие реконструированного корпуса. Позднее оформление и планировку здания неоднократно изменяли под нужды учебной организации, и к середине XIX века полностью ликвидировали студенческое общежитие, обустроив дополнительные аудитории. Когда в 1835-м архитектор Евграф Тюрин перестроил соседнюю усадьбу Пашковых в аудиторный корпус, главные палаты стали именовать старым зданием университета. Всего в районе Моховой в ведении вуза находилось до 20 строений.
В разное время в стенах старого здания учились политики Иван Скворцов-Степанов, Николай Семашко, астроном Павел Штернберг, военачальник Сергей Лазо и другие научные и культурные деятели. В 1832 году лекцию профессора истории Ивана Давыдова в Большой аудитории словесного отделения посещал Александр Пушкин. В комплексе действовали политические кружки Виссариона Белинского, Александра Герцена, Николая Сунгурова, Николая Станкевича и других. Регулярно проводились открытые диспуты западников и славянофилов.

### Здание в XX и XXI веках

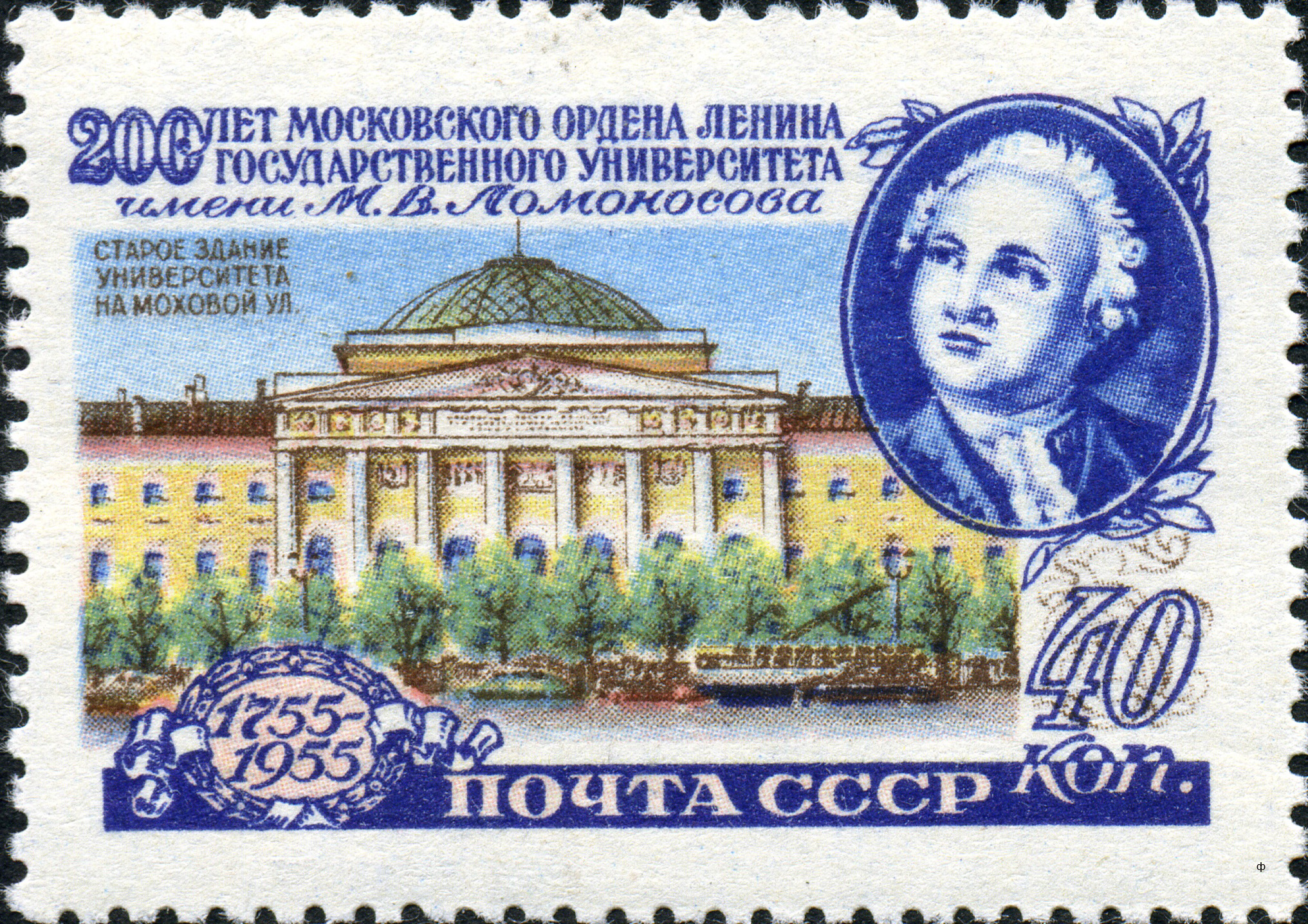
Казаковский корпус МГУ на почтовой марке, 1976 год

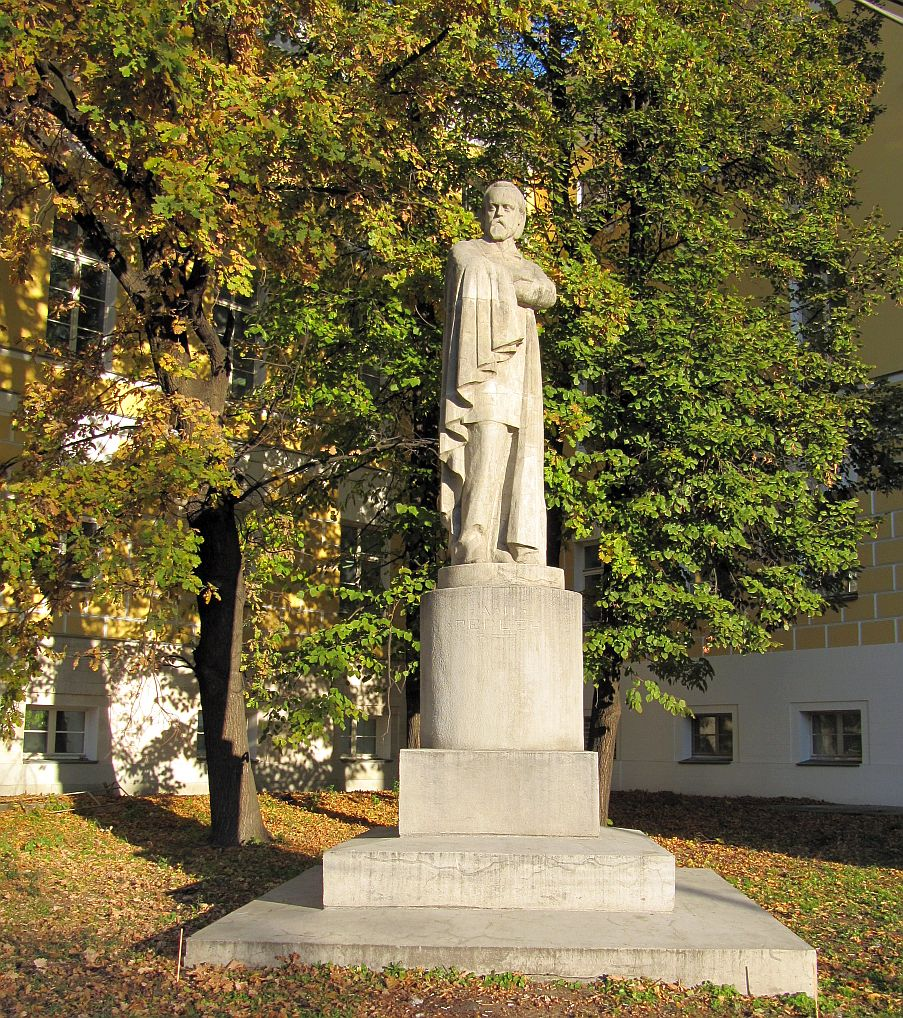
Монумент Герцену перед зданием МГУ на Моховой, 2010 год

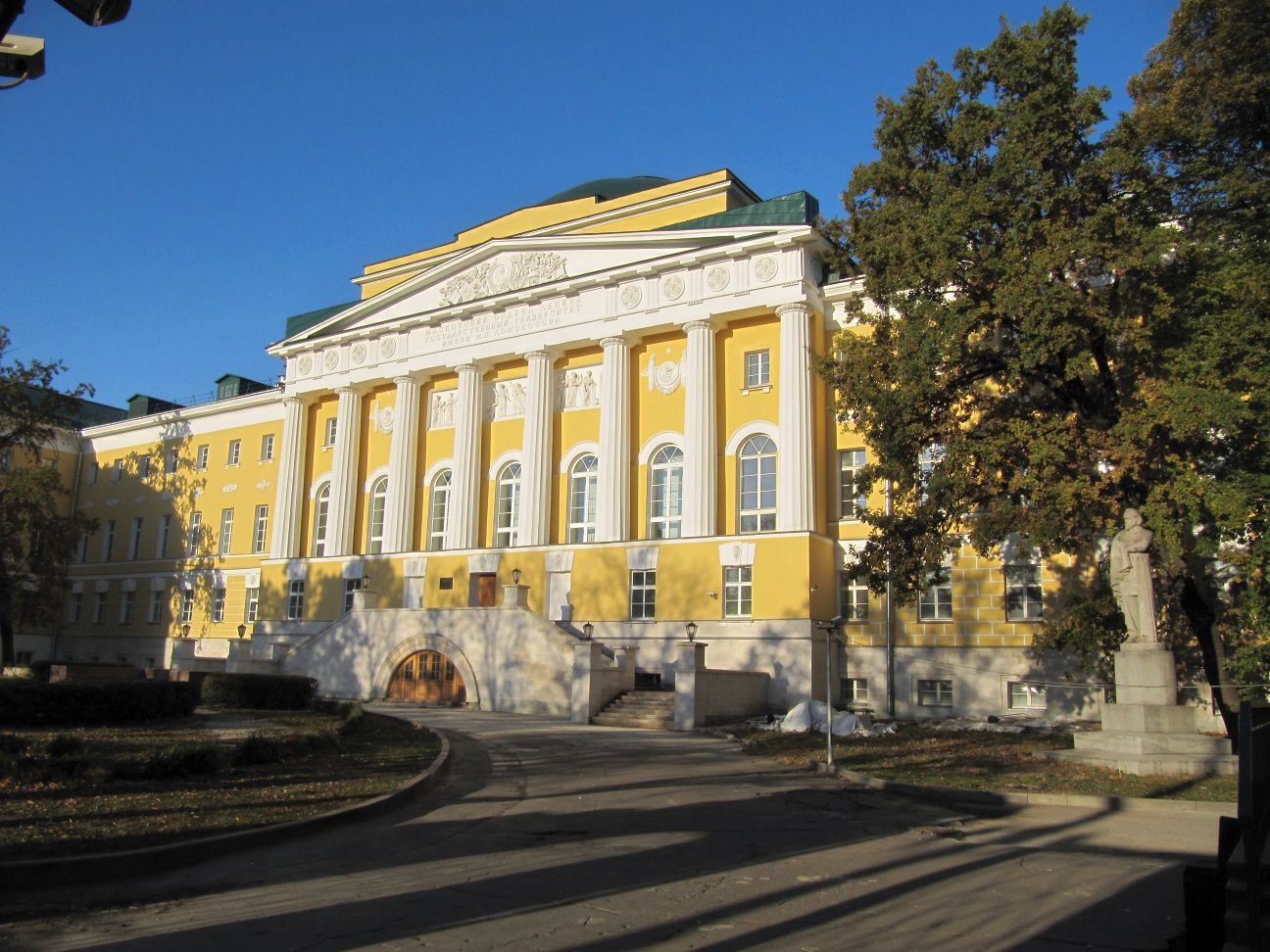
Оформление центрального портика старого здания МГУ, 2010 год

Ученики Императорского Московского университета активно приобщались к революционному движению, вступали в народные дружины. Так, в 1901 году у главного здания на Моховой состоялся массовый протест против зачисления в ряды солдат студентов, принимавших участие в народных выступлениях. Студенты регулярно участвовали в демонстрациях, во время вооружённых столкновений 1905-го неоднократно проходивших возле главного корпуса. Во время вооружённых столкновений в Большой физической аудитории оборудовали лазарет. В 1913 году по ходатайству ректора Матвея Любавского Совет министров распорядился выделить на перестройку старого комплекса университета 385 тысяч рублей. Однако из-за начавшейся Первой мировой войны бюджет урезали до 50 тысяч. В июле 1918 года с фронтона главного корпуса демонтировали надпись: «Императорский университет». В 1922-м во дворе комплекса установили скульптуры Александра Герцена и Николая Огарёва, выполненные скульпторами Николаем Андреевым и Виктором Кокориным. Монументы реконструировали в начале 2000-х годов.

После Октябрьской революции Московский университет на Моховой продолжил свою работу. В 1918 году издали декрет, согласно которому любого желающего, достигшего шестнадцатилетнего возраста, без экзаменов зачисляли в ряды студентов. В связи с этим в течение двух лет общее количество учеников Московского университета возросло более чем втрое. Из-за нехватки места лекции проводили на лестницах и в коридорах. При институте начали действовать Рабочие факультеты. Царившую на тот момент атмосферу описал физик Всеволод Стратонов: 
Рабфаковцы силой захватывали понравившиеся им аудитории, не считаясь ни со своей фактической потребностью, ни с тем, что таким произволом нарушалось — а иногда делалось и вовсе невозможным — правильное преподавание на основном факультете. Под натиском этой самовольной молодёжи профессорам приходилось кочевать из аудитории в аудиторию, иногда из здания в здание…
 В результате преобразований значительно снизился уровень квалификации студентов. Чёткая структура факультетов и кафедр была сформирована в 1930-х годах. Согласно генплану реконструкции Москвы 1935 года, общую площадь комплекса планировалось расширить за счёт строительства новых зданий. В этот период также высказывали предложения увеличить этажность старых построек, но эту задумку не реализовали.
Во время бомбардировок Москвы 1941 года университетский корпус на Моховой сильно пострадал. Так, в октябре первого года войны поблизости от главного и аудиторного корпусов разорвался 200-килограммовый фугасный снаряд. Вскоре бо́льшую
часть университета эвакуировали, но с февраля 1942-го занятия с оставшимися студентами возобновили. В этом же месяце во двор комплекса упала вторая бомба, из-за чего сильно пострадали лабораторные корпуса. Всего на территории университетского городка было обезврежено более шести тысяч зажигательных снарядов. В июне 1943-го эвакуированные студенты и преподаватели вернулись, занятия возобновили в прежнем режиме. Через два года общее количество учащихся возросло до восьми тысяч. Возникли предложения о создании нового университетского городка, так как обветшавшие корпуса не соответствовали требованиям учебного заведения. В 1949-м началось строительство здания МГУ на Воробьёвых горах. Уже через год руководство университета разработало проект переселения естественно-научных факультетов в новое здание. Их помещения должны были занять гуманитарные отделения. Но несмотря на освободившиеся аудитории, общая площадь комплекса не соответствовала потребностям учебного заведения, поэтому возникали предложения о реконструкции существующих построек на Моховой. 1 сентября 1953 года состоялось торжественное открытие высотного здания МГУ. В течение следующего года старые помещения подновили к юбилею университета.
В 1967 году в честь академика Сергея Лебедева, преподававшего в университете на Моховой, на стене Казаковского корпуса установили мемориальную табличку, подготовленную скульптором В. В. Герасимовым и архитектором В. А. Орбачевским. В 1999-м на стене старого здания МГУ разместили табличку в память о посещении Александром Пушкиным лекции в Императорском университете. Мемориальную доску изготовили архитектор А. К. Тихонов и художник И. Н. Новиков.

В 1975 году проектная организация «Мосгоргеотрест» исследовала деревянные конструкции дома, которые находились в аварийном состоянии. Однако из-за отсутствия финансирования долгое время проводился только незначительный ремонт. Представитель Департамента культурного наследия Москвы Раиса Попова так описывала состояние комплекса: 
Здание находилось в ужасающем состоянии. Деревянные перекрытия, декор фасада, штукатурка — всё постепенно трескалось и обрушивалось. Причём обрушения начались не только с внешней стороны здания, но и внутри. На третьем этаже стали осыпаться основные потолки.
```

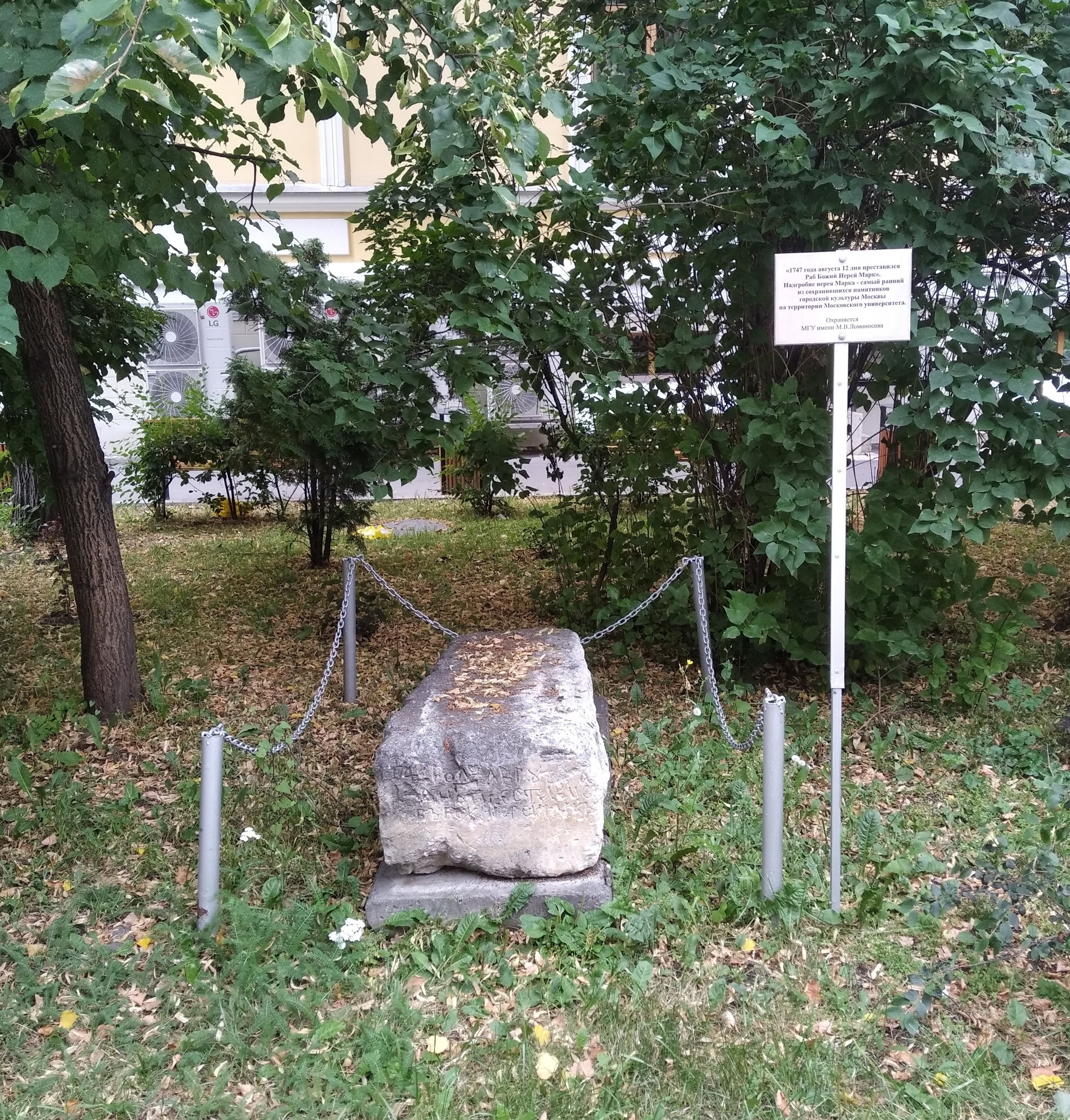
Надгробие иерея Марка — самый ранний из сохранившихся памятников городской культуры Москвы на территории Московского университета

В 2005 году в связи с 250-летием университету предоставили необходимую сумму для реконструкции обветшавшего комплекса. Работы велись под руководством архитектора Владимира Покачалова, план реставрации подготовила мастерская «
Моспроект-2
». Были полностью обновлены коммуникации и инженерные системы, укреплены внутренние перекрытия, восстановлены фасад и 
чугунная
 ограда. Реконструкцию проводили в течение 20 месяцев, во время которых студенты не прекращали свои занятия. Комплекс оснастили новой техникой и обустроили лингафонный 
кабинет
. В ходе ремонта воссоздали утраченные элементы первоначальной композиции
[
10
]
[
45
]
. Так, реставраторы раскрыли муфтированные колонны, созданные Казаковым, которые были заложены при восстановлении здания. За 
печью
 конца XIX века обнаружили расписной 
портал
, спроектированный Жилярди
[
46
]
[
47
]
.
```

В 2008 году рабочие демонтировали оригинальные белокаменные ворота на въезде в комплекс, сооружённые по проекту Матвея Казакова. Их заменили кирпичной конструкцией, облицованной каменной плиткой, что вызвало широкий общественный резонанс. В этот же период на старом здании МГУ установили мемориальную табличку в честь философа Ивана Ильина, преподававшего в университете.
По состоянию на 2018 год комплекс занимают фонды университетской библиотеки и Институт стран Азии и Африки, основанный в 1956 году на базе исторического и филологического факультетов. В здании регулярно проводят научные конференции и фестивали, в его стенах действуют Музей истории МГУ и Антропологический музей, кабинет-библиотека ректора Ивана Петровского и другие организации.

## Архитектура

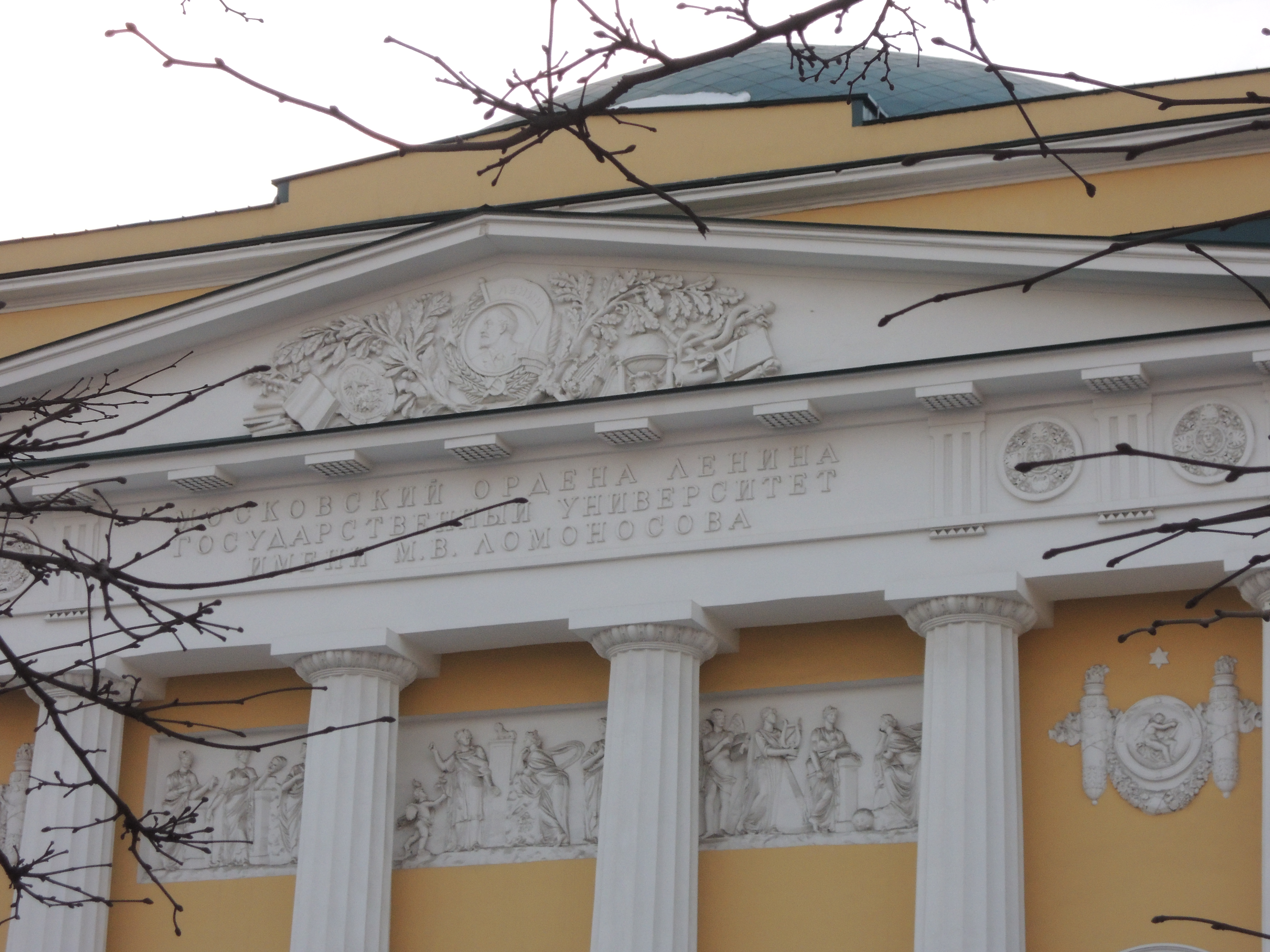
Лепной декор старого здания МГУ, 2013 год

Московский институт на Моховой считается одним из наиболее примечательных общественных зданий классической архитектуры. Строение имеет п-образную форму и отделено от красной линии улицы парадным двором и оградой с двумя воротами. Изначально общая схема строения была сходна с типовыми городскими усадьбами того периода. Но во время реконструкции 1817—1819 годов Жилярди отошёл от этой структуры, подчеркнув торжественность главного фасада. Благодаря сочетанию простого оформления и чёткого ритма окон здание приобрело монументальный вид. Характер первоначального декора, созданного Казаковым, частично сохранился со стороны двора.
Центром главного фасада является восьмиколонный портик дорического ордера. Он украшен рельефом с изображением амуров, девяти муз и крылатого духа Гения с книгой в руке. Лепнину украшает надпись: «Торжество наук и искусств». Скульптурную композицию выполнил Гавриил Замараев по эскизам Доменико Жилярди. Фронтон декорирован серпом и молотом в обрамлении лавровых венков и музыкальных инструментов. Скульптуры неоднократно реконструировали из-за повреждений во время революционных событий и Великой Отечественной войны. На фасаде западного крыла установлены солнечные часы, предположительно выполненные скульптором Иваном Витали. Первый этаж здания декорирован рустом и лепниной со львиными маскаронами.
В плане главному портику соответствует Большой актовый зал, который обильно декорирован барельефами работы скульптора Гавриила Замараева, а также гризайльной росписью, выполненной художником Сантиной Ольделли (по другим данным — Ульделли) по рисункам Жилярди. Зала украшена колоннадой ионического ордера, над которой обустроены хоры. На стене под ними протянут ампирный фриз с изображением античных героев и учёных. В аудитории также размещена скульптурная композиция Аполлона. Площадь помещения составляет 316 м², его высота достигает 15 метров. В его стенах прошло 170 выпускных торжеств.